# Біказ-Кей (комуна)
Біказ-Кей (рум. Bicaz-Chei) — комуна у повіті Нямц в Румунії. До складу комуни входять такі села (дані про населення за 2002 рік):
- Іванеш (867 осіб)
- Бирнаду (126 осіб)
- Біказ-Кей (3578 осіб)
- Герман (94 особи)

Комуна розташована на відстані 266 км на північ від Бухареста, 39 км на захід від П'ятра-Нямца, 135 км на захід від Ясс, 131 км на північ від Брашова.

## Населення
За даними перепису населення 2002 року у комуні проживали 4665 осіб.
Національний склад населення комуни:
| Національність | Кількість осіб | Відсоток |
| -------------- | -------------- | -------- |
| румуни         | 4541           | 97,3%    |
| цигани         | 119            | 2,6%     |
| угорці         | 5              | 0,1%     |

Рідною мовою назвали:
| Мова      | Кількість осіб | Відсоток |
| --------- | -------------- | -------- |
| румунська | 4661           | 99,9%    |
| угорська  | 4              | 0,1%     |

Склад населення комуни за віросповіданням:
| Релігія        | Кількість осіб | Відсоток |
| -------------- | -------------- | -------- |
| православні    | 4463           | 95,7%    |
| баптисти       | 156            | 3,3%     |
| греко-католики | 25             | 0,5%     |
| п'ятдесятники  | 13             | 0,3%     |
| римо-католики  | 4              | 0,1%     |
| реформати      | 1              | < 0,1%   |